# Brun spætte
Brun spætte (latin: Leuconotopicus fumigatus) er en fugleart, der lever i Mellemamerika og Andesbjergene til det nordvestlige Argentina.